# 篠原昌彦
篠原 昌彦（しのはら まさひこ、1952年 - ）は、日本の文学者。現在、苫小牧駒澤大学名誉教授。
駒澤大学文学部国文学科卒業。1981年同大学院人文科学研究科国文学専攻修士課程修了。駒澤大学高等学校教諭。駒澤短期大学国文科兼任講師。1985年駒澤大学苫小牧短期大学国文科専任講師。駒澤大学苫小牧短期大学国文科助教授。1998年苫小牧駒澤大学国際文化学部助教授。苫小牧駒澤大学国際文化学部教授。カジノ誘致に反対する苫小牧市民の会共同代表。2018年同定年退職。

## 研究
近代日本文学を専門とする。小林多喜二、島崎藤村、有島武郎など昭和文学を研究。

## 著書
- 『近代北海道文学論への試み : 有島武郎・小林多喜二を中心に』（生活協同組合道央市民生協, 1996年）
- 『人権と福祉と近代文学 : 北村透谷と島崎藤村、有島武郎の場合』（生活協同組合道央市民生協, 1996年）
- 『アイヌ詩人森竹竹市の文学とその時代』（一耕社, 2004年）